# Feivel, der Mauswanderer
Feivel, der Mauswanderer (Originaltitel: An American Tail) ist ein Zeichentrickfilm von Don Bluth aus dem Jahr 1986 über einen kleinen Mäusejungen, der mit seiner Familie auf der Flucht vor Katzen in die Vereinigten Staaten immigriert.

## Handlung
Die jüdische Mäusefamilie Mousekewitz lebt in Russland im späten 19. Jahrhundert in bitterer Armut und in der ständigen Bedrohung durch mörderische Katzen. Schließlich beschließen sie, in die USA auszuwandern, denn „es gibt keine Katzen in Amerika“, so heißt es zumindest. Auf dem Frachter über den Atlantik begegnen ihnen zahlreiche weitere Auswanderer-Mäuse, welche ebenfalls Schicksalsschläge durch die Katzen erlitten haben. Sie besingen ihre neue katzenfreie Heimat in einem Lied. Bei einem großen Sturm wird der kleine Feivel dann von Bord der Austria gespült und kann sich nur noch in eine Flasche flüchten. Während vor allem Feivels Schwester Tanya fest daran glaubt, dass ihr Bruder noch am Leben ist, hat vor allem Papa Mousekewitz längst alle Hoffnung aufgegeben, Feivel jemals wiederzusehen.
In New York gehen die Mousekewitz' von Bord und betrachten die Freiheitsstatue als Verheißung ihrer Freiheit. Allerdings erwartet sie eine böse Überraschung, denn wider Erwarten ist Amerika keineswegs katzenfrei. Was Familie Mousekewitz nicht weiß: Feivel ist ebenfalls in New York angekommen, angespült auf einer kleinen Insel vor Manhattan Island. Der kleine Mäuserich begibt sich auf die Suche nach seiner Familie durch die Großstadtschluchten New Yorks. Er landet als Straßenkind in der „Waisenkindergasse“. Dort findet er bei Tony Toponi und Bridget neue Freundschaft, die ihm den amerikanisierten Namen Philly (Philipp statt Feivel) geben.
Nach einigen Angriffen durch die New Yorker Katzen beschließen die Mäuse, gemeinsam etwas gegen die Katzen zu unternehmen. Feivel hat eine Idee, um die New Yorker Mäuse-Gemeinde ein für alle Mal zu schützen: den Bau einer übergroßen, mit Feuerwerkskörpern ausgestatteten Mäuseattrappe. Diese „Riesenmaus von Minsk“ aus einem russischen Mäusemärchen versetzt die Katzen derart in Schrecken, dass alle Katzen fluchtartig die Stadt durch ein Schiff verlassen. Damit ist die Mäusegemeinde in Sicherheit, denn Feivels gelobte neue Heimat ist nun tatsächlich „katzenfrei“.
Kurz danach lernt Familie Mousekewitz Tony Toponi und Bridget kennen. Durch die beiden erfahren sie, dass Feivel noch lebt, und nachdem Mama Mousekewitz Feivels Mütze gefunden hat, besteht kein Zweifel mehr daran, dass es ihr Feivel ist. Nach einer längeren Suche finden sie Feivel schließlich und die Familie ist wieder vereint.

## Kritiken
„Zeichentrickfilm, der versucht, die Sentimentalitäten der Disney-Schule mit filmischen Achterbahnfahrten zu verbinden. Ein etwas zu hektisch und patriotisch geratenes ‚Einwanderer-Melodram‘.“

## Auszeichnungen (Auswahl)
Der von James Horner und Barry Mann komponierte und von Cynthia Weil getextete Song Somewhere Out There brachte den Beteiligten 1987 eine Nominierung für den Oscar in der Kategorie Bester Song ein. Bei der Verleihung der Grammy Awards 1988 erhielten sie zwei Auszeichnungen.

## Synchronisation
Die Synchronisation übernahm die Berliner Synchron GmbH Wenzel Lüdecke. Das Dialogbuch schrieb Marianne Groß, die Dialogregie wurde von Lutz Riedel geführt.
| Rolle              | Sprecher (Original) | Sprecher (Deutsche Fassung) |
| ------------------ | ------------------- | --------------------------- |
| Feivel Mousekewitz | Phillip Glasser     | Tobias Thoma                |
| Tanya Mousekewitz  | Amy Green           | Bianca Krahl                |
| Papa Mousekewitz   | Nehemiah Persoff    | Jochen Schröder             |
| Mama Mousekewitz   | Erica Yohn          | Bettina Schön               |
| Tiger              | Dom DeLuise         | Edgar Ott                   |
| Richard von Ratte  | John Finnegan       | Klaus Miedel                |
| Tony Toponi        | Pat Musick          | Simon Jäger                 |
| Bridget            | Cathianne Blore     | Uschi Hugo                  |
| Gussie Mausheimer  | Madeline Kahn       | Chariklia Baxevanos         |
| Küchenschabe Digit | Will Ryan           | Wolfgang Ziffer             |
| Henri              | Christopher Plummer | Robert Dietl                |
| Honest John        | Neil Ross           | Hans W. Hamacher            |
| Moe                | Hal Smith           | Helmut Krauss               |

## Fortsetzungen
Zu diesem Film wurden weitere Nachfolger produziert:
- 1991: Feivel, der Mauswanderer im Wilden Westen (An American Tail: Fievel Goes West), Kinofilm
- 1992: Feivel der Mauswanderer & seine Freunde (Fievel's American Tails), Zeichentrickserie mit 13 Folgen
- 1998: Feivel der Mauswanderer: Der Schatz von Manhattan (An American Tail: The Treasure of Manhattan Island), Videofilm
- 1999: Feivel der Mauswanderer: Das Ungeheuer von Manhattan (An American Tail: The Mystery of the Night Monster),  Videofilm